# Floyd és Delores Jones Színház
A Floyd és Delores Jones Színház (más néven Playhouse Theatre) a Washingtoni Egyetem tulajdonában álló, Seattle-ben fekvő előadó-művészeti létesítmény. A raktárból átalakított színházat a szövetségi kormány által nyújtott támogatásból alapították, majd 1950-ben eladták az egyetemnek.

## Története

### Burton és Florence James-éra
Burton W. és Florence Bean James 1923-ban New Yorkból Seattle-be költöztek, hogy a Cornish Intézetben (ma Cornish Művészeti Főiskola) színháztanszéket alapítsanak. Burton és Florence James 1928-ban távoztak az intézetből, majd megalapították a Seattle Repertory Playhouse-t. A multikulturális és szocialista intézményben főleg Ibsen és Goethe darabjait állították színpadra. 1930-ban megalapították a Playhouse Theatre-t, emellett a Washingtoni Egyetem óraadói is voltak.
1933-ban jelentős sikert alapított az Afrikai Metodista Episzkopális Egyházzal társrendezésben készült, fekete színészeket és gospelt felvonultató Abraham’s Bosom („Ábrahám kebele”) című darab. 1935-ben az egyetem a New Deal-éra keretében meghirdetett szövetségi támogatási programban színházalapításra pályázott. Burton és Florence James önálló pályázatot nyújtott be színes bőrű színészek alkalmazására. A programban mind a négy seattle-i pályázatot elfogadták.
1936 januárjában a Nemzeti Városi Ligával együttműködve megalapították a Negro Repertory Companyt, melynek tevékenységét Hallie Flanagan, a szövetségi támogatási program kezelője, valamint Rena Fraden történész is a legjobbak között tartották számon. Quintard Taylor történész szerint az elkövetkező évek során programban a város afroamerikai lakosságának öt százaléka, kétszáz fő vett részt.
A létesítményben olyan darabokat tűztek színpadra, mint Paul Peters és George Skylar Stevedore című műve, amely egy alaptalanul nemi erőszakkal vádolt afroamerikai szakszervezeti vezetőről szól. A színháztámogatási projektet felügyelő szervezet állami felelőse megtiltotta a Lysistrata bemutatását, mivel felesége és titkárnője kockázatosnak ítélte; a darabot később Theodore Browne átiratában tűzték műsorra. A színészek megtagadták George Gershwin Porgy és Bess című művének bemutatását annak megalázó volta miatt. Joe Staton Paul Laurence Dunbar művét az An Evening with Dunbar című műsorhoz írta át. Burton és Florence James a Power című darabot ért kritikák miatt 1937-ben visszavonultak a rendezéstől, azonban továbbra is a színház élén maradtak. A Negro Repertory Companyt később összevonták egy másik színházzal; az új intézmény a támogatási idő leteltéig maradt fenn.
A színháztámogatási programot a rendezők és a darabok szocialista és kommunista kötődései miatt a kongresszus 1939-ben felszámolta. A színházépületben 1946 májusától Norm Bobrow vasárnaponként dzsesszkoncerteket szervezett.

### A Washingtoni Egyetem tulajdonában
Burton és Florence Jamest 1948-ban a Washingtoni Egyetemen zajló kommunista aktivizmust vizsgáló Canwell Bizottság elé idézték, melynek következtében támogatókat vesztettek, 1950-re pedig színházuk anyagi problémákkal küzdött, így azt eladták az egyetemnek. Burton egészségi állapota leromlott, Florence pályafutását pedig a kanadai Saskatchewanban folytatta.
Az egyetem a színházat Playhouse Theatre névre keresztelte át, és a Drámaintézet képzéseihez használták. 1967-ben Greg Falls, az ACT Színház későbbi igazgatója a proszkéniont nyitott színpaddá alakította át. 2007 és 2009 között az LMN Architects átalakításokat végzett: az épület egy további emeletet kapott és földrengésbiztossá tették. A beltérben megnövelték a színpad betekintési szögét, valamint átalakították a világítást is. A létesítmény a felújítást támogató alapítvány tiszteletére felvette Floyd és Delores Jones nevét.

## Fordítás
- Ez a szócikk részben vagy egészben  a   Playhouse Theatre (Seattle) című angol Wikipédia-szócikk ezen változatának fordításán alapul.  Az eredeti cikk szerkesztőit annak laptörténete sorolja fel. Ez a jelzés csupán a megfogalmazás eredetét és a szerzői jogokat jelzi, nem szolgál a cikkben szereplő információk forrásmegjelöléseként.